# Iphiaulax microphthalmus
Iphiaulax microphthalmus är en stekelart som beskrevs av Charles Thomas Brues 1926. Iphiaulax microphthalmus ingår i släktet Iphiaulax och familjen bracksteklar. Inga underarter finns listade i Catalogue of Life.